# Тебризское землетрясение
Землетрясение в Тебризе — сильное землетрясение на северо-западе Ирана магнитудой 6,4, произошедшее 11 августа 2012 года в 15 часов 53 минуты по местному времени в 60 км к северо-востоку от Тебриза. Гипоцентр залегал на глубине 9,9 км в 20 км к юго-западу от Ахара на территории шахрестана Ахар.
Спустя 11 минут после основного толчка произошёл, практически сопоставимый по силе, афтершок магнитудой 6,3 c эпицентром на 12 км юго-западнее мэйншока
Землетрясение ощущалось и в соседнем Азербайджане. Более всего от землетрясения пострадал Джалилабадский район в южном регионе Азербайджана.

## Инфраструктура
Ориентировочно, 5000 зданий получили повреждения, из 538 сел в провинции Восточный Азербайджан — 110 сел получили урон на 40 — 100 процентов.

## Спасательная операция
Аварийно-спасательные команды, включающие вертолёты, в первую очередь, были направлены в Тебриз и Ахар, где были замечены проблемы с телекоммуникациями и электричеством. Дороги к деревням были отрезаны, связь поддерживалась только через рацию. В первый день спасателям не удалось добраться до приблизительно 15 деревень, находящимся в зоне эпицентра.
Около 16 000 человек, пострадавшим от землетрясения, было предоставлено убежище. Людей в зоне бедствия попросили остаться на улице в ночное время, из-за угрозы повторных подземных толчков, они нуждались в хлебе, палатках, питьевой воде.
Турецкий Красный Полумесяц в тот же день заявил, что отправил грузовик, полный чрезвычайной помощи, к границе с Ираном, а министерство иностранных дел Турции выразило готовность помочь.
12 августа Азербайджан направил в Иран первую партию гуманитарной помощи для пострадавших. В Иран из Нахчыванской Автономной Республики выехали три грузовых автомобиля с одеялами, палатками, питьевой водой, которые пересекли границу соседнего государства в 22.00 часов. 13 августа Министерство по чрезвычайным ситуациям (МЧС) Азербайджана согласно распоряжению Президента Азербайджана Ильхама Алиева, отправила для пострадавших от землетрясения вторую партию гуманитарной помощи — караван из 25 грузовых автомобилей, в котором — 3000 одеял, 1000 спальных принадлежностей, 460 палаток, пищевые продукты — мука, рис, чай, сахар, масло, макароны, фруктовые соки, питьевая вода, и другие продукты первой необходимости.

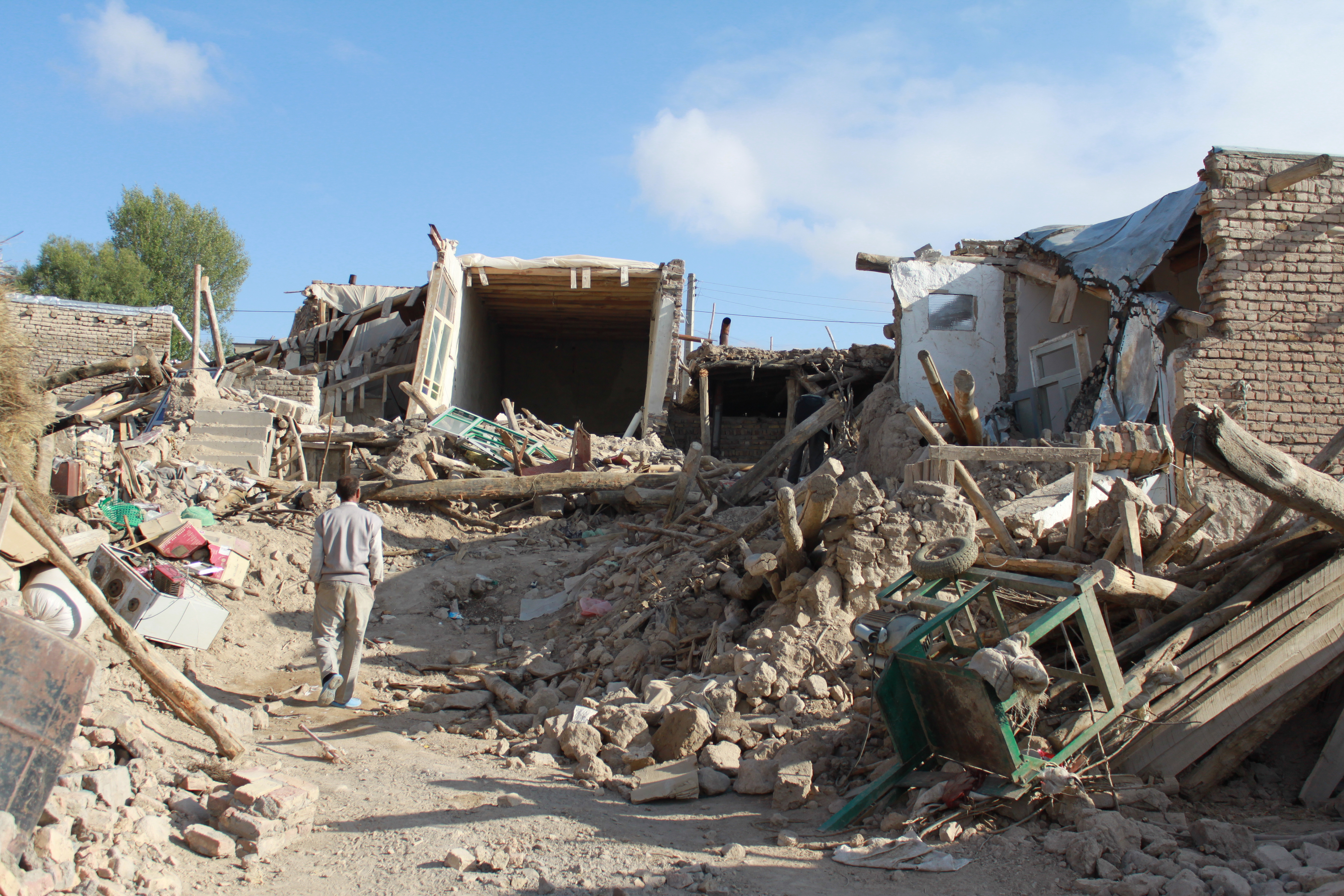
Разрушенные здания
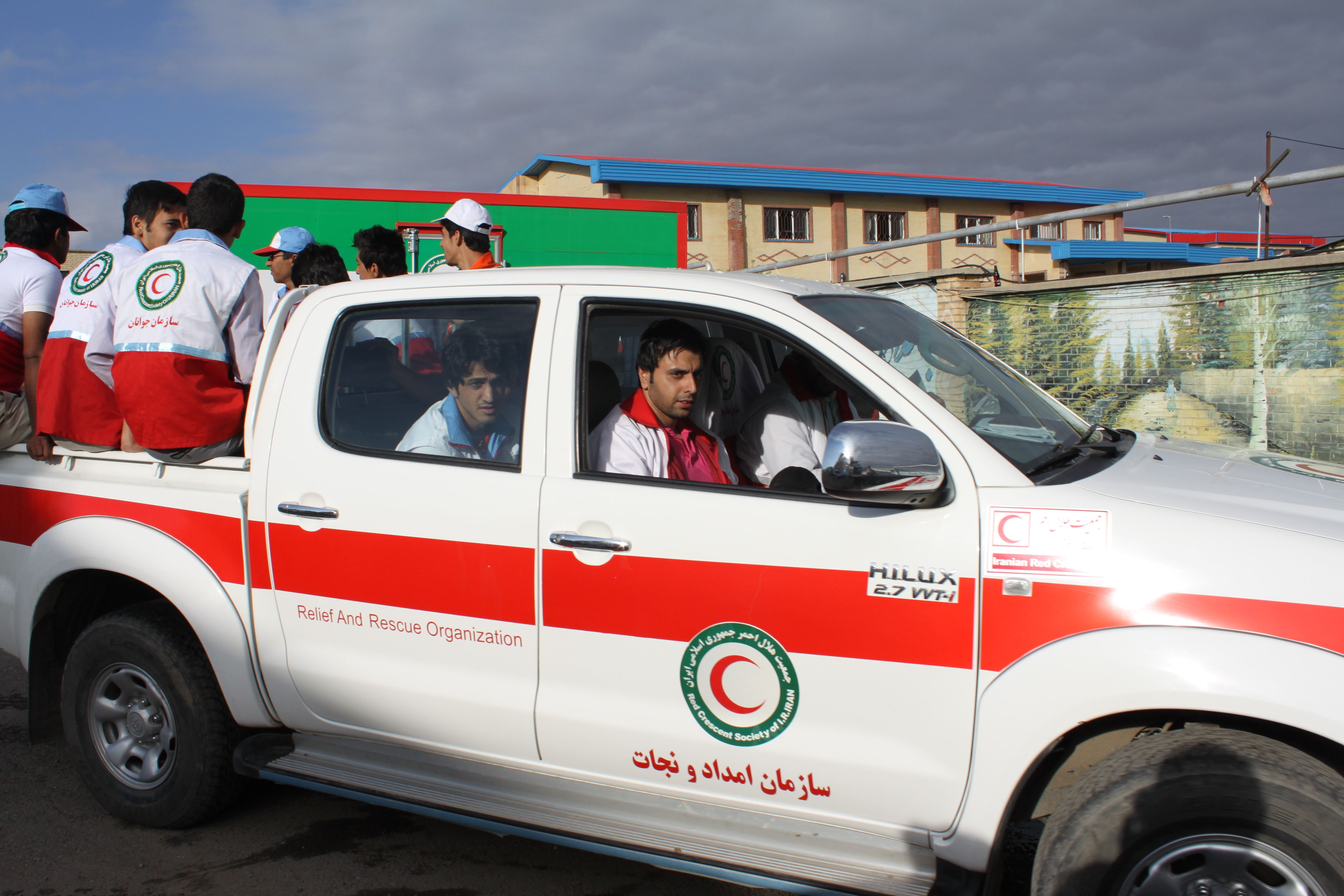
Машина Иранского Красного Полумесяца
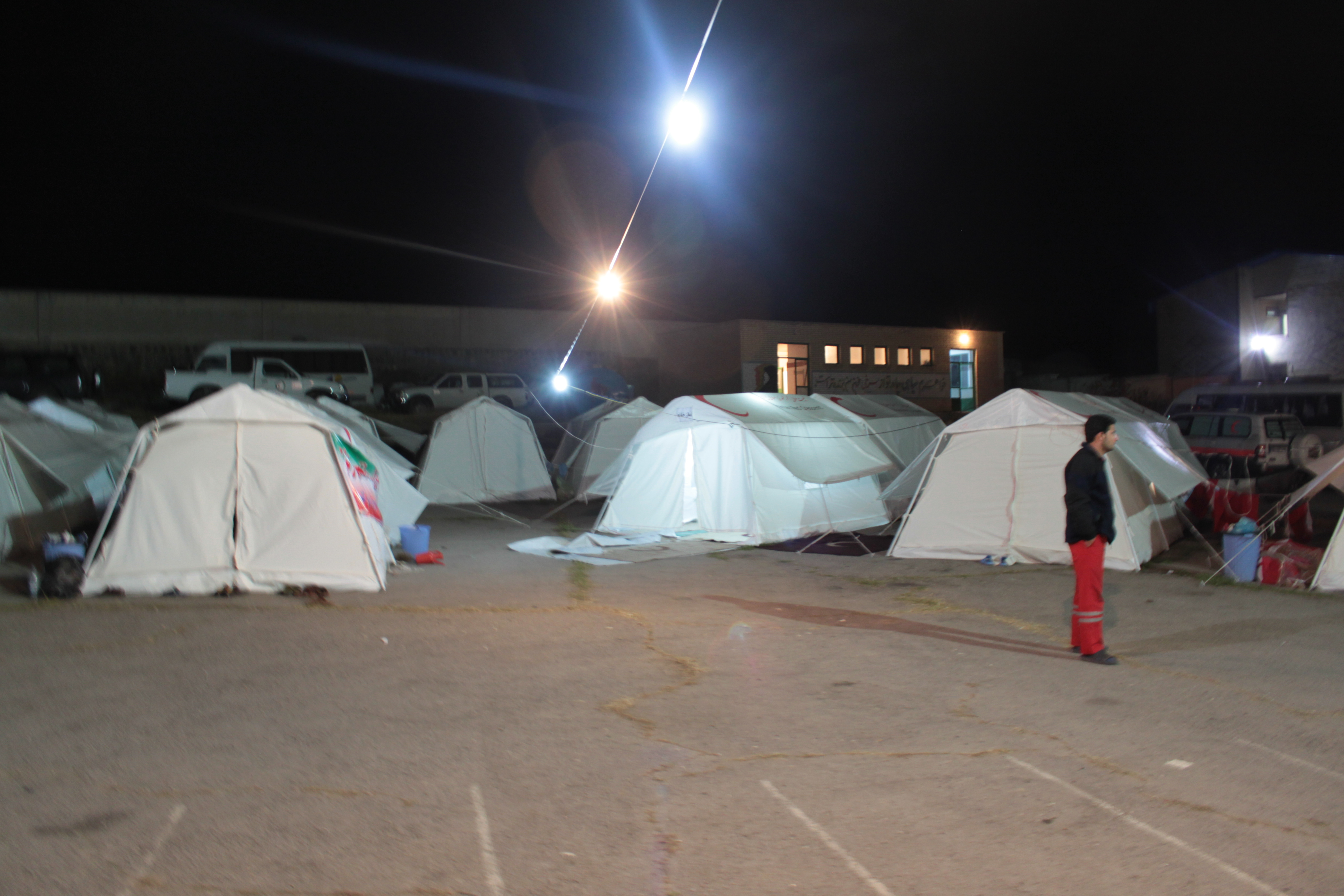
Палаточный городок

## Жертвы, пострадавшие
308 человек погибли (включая 219 женщин и детей), 3037 человек были ранены